# Udvardy Ignác Ödön
Udvardi és básthi Udvardy Ignác, vagy Udvardy Ignác Ödön (Zalaegerszeg, 1877. május 8. – Zalaegerszeg, 1961. április 1.) festőművész, rajztanár.

## Élete
Édesapja udvardi és básti Udvardy Ignác (1848–1920), zalaegerszegi felső kereskedelmi iskolaigazgató, lapkiadó, édesanyja Horváth Franciska (1854–1925). Az anyai nagyszülei Horváth Pál nagykanizsai iskola igazgató és Faics Terézia (1815–1900) voltak. Első fokú unokatestvére udvardi és dr. básti Udvardy Jenő (1880–1941), magyar királyi kormányfőtanácsos, a zalaegerszegi ügyvédi kamara elnöke, Zalaegerszeg megyei város tiszti főügyésze, a legitimista Zala megyei Magyar Férfiak Szentkorona Szövetségének az alapító elnöke volt.
A nagykanizsai a piarista gimnáziumban érettségizett 1895-ben, majd 1896-tól 1901-ig az Országos Magyar Királyi Mintarajztanodában tanult. 1901-től rajztanárként működött a nagyváradi premontrei gimnáziumban. 1900-tól műveit a Műcsarnokban, majd Bukarestben és Kolozsváron is kiállította. 1919-ben a KMP tagja lett, a magyarországi Tanácsköztársaság alatt pedig a nagyváradi múzeum igazgatójaként tevékenykedett. 1920-ban román hatóságok a nagyváradi premontrei gimnáziumot bezárták és Udvardyt nyugdíjba küldték. 1922-ben tanulmányúton járt Németországban. 1924-től a nagybányai művésztelepen dolgozott és csak az 1940-es években tért haza, 1941-ben Budapestre, majd 1944-ben Zalaegerszegre költözött. A megyei tárlatok rendszeres szereplője volt. 1959-ben a Megyei Képzőművészeti Munkaközösség elnöke lett. Műveit 1990-ben emlékkiállításon mutatták be a zalaegerszegi Göcseji Múzeumban.

## Műve
- A természetes díszítő eljárás (Budapest, 1910)

## Művei közgyűjteményekben
- Magyar Nemzeti Galéria, Budapest
- Göcseji Múzeum, Zalaegerszeg
- Megyei Képzőművészeti Múzeum, Nagybánya